# Erdungskontakt
Erdungskontakte übertragen elektrische Ströme sicher und gezielt auf drehende Teile, indem sie eine niederohmige Brücke ausbilden. Häufig sind sie in der Bahntechnik zu finden, wo sie zum Beispiel die Stromübertragung auf drehende Antriebsachsen übernehmen. Die Stromübertragung mittels niederohmiger Brücke verhindert den Stromfluss über die Lager, die dadurch beschädigt würden. Neben der Übertragung von Antriebsströmen dienen Erdungskontakte unter anderem auch der Signalübertragung und dem Blitzschutz.
Erdungskontakte bestehen in der Regel aus einer oder mehreren hoch metallhaltigen Kohlebürste(n) mit Führung(en) sowie einer rotierenden Scheibe, oder einem Schleifring aus Metall, die leitend mit der Achse verbunden sind. Die rotierende Scheibe besteht entweder aus reinem Metall oder aus mit Elektrographit beschichtetem Metall.

## Anwendungen
Hauptanwendungsgebiet für Erdungskontakte ist die Bahntechnik, wo sie die Herstellung eines Stromkreises über die rotierenden Achsen übernehmen. Abhängig von der Lagerung der Achsen (innen oder außen) sowie der zu übertragenden Stromstärke unterscheidet man verschiedene Systeme. Neben der Übertragung des Bahnstroms leiten Erdungskontakte auch Signale, die zum Beispiel der Standortbestimmung von Zügen oder der Gleissicherung dienen.
Erdungskontakte sind zudem auch in Windrädern, der Galvanik und dem Blitzschutz zu finden.

## Kohle-Kohle-Erdungskontakte
In Kohle-Kohle-Erdungskontakten kommt anstelle der metallhaltigen Kohlebürste Elektrographit zum Einsatz: Die Kontaktplatte aus Metall ist mit Elektrographit beschichtet. Dadurch vervielfacht sich die Lebensdauer des Systems. Der Übertragungswiderstand bleibt über die Gesamtlebensdauer konstant, während er bei den herkömmlichen Systemen aus metallhaltiger Kohlebürste und Metallscheibe aufgrund einer sich bildenden Patina kontinuierlich ansteigt. Ansonsten entspricht der Aufbau einem herkömmlichen Erdungskontakt.